# Myonentomografie
Die Myonentomografie ist ein bildgebendes Verfahren zur dreidimensionalen Abbildung großvolumiger Objekte mittels Myonen der kosmischen Strahlung.

## Hintergrund
Die kosmische Strahlung trägt maßgeblich zur natürlichen Hintergrundstrahlung auf der Erde bei. So wird auf Meereshöhe jeder Quadratmeter von etwa 100 Myonen pro Sekunde durchdrungen, Myonen können dabei selbst mehrere Kilometer Fels durchdringen. Je nach eingesetzter Technik wird bei der Myonentomografie die Absorption sowie die Coulomb-Streuung der Myonen im abzubildenden Objekt ausgenutzt, womit selbst das Durchleuchten von Pyramiden und Vulkanen möglich wird. Der Nachweis von Myonen ist mit Teilchendetektoren möglich, wobei je nach Detektor auch die Flugrichtung des Myons bestimmt werden kann.

## Geschichte
Myonen der kosmischen Strahlung wurden bereits im Jahre 1955 zur Messung der Gebirgsdicke über einem Tunnel in Australien genutzt, der dabei eingesetzte Detektor hatte eine  sehr geringe Winkelauflösung.
In den Jahren 1965–1969 versuchte Luis Walter Alvarez mit Hilfe einer Funkenkammer herauszufinden, ob sich in der Chephren-Pyramide in Ägypten unentdeckte Kammern befinden.

## Anwendungen

### Vulkanuntersuchung
Im Jahr 2009 wurde die Methode auf den Iō-dake (硫黄岳)-Vulkan auf der Insel Iojima (Kikai-Caldera, Ōsumi-Inseln) angewandt. Dadurch konnte die Dichteverteilung des Vulkans ermittelt werden.

### Aufräumarbeiten in Fukushima
Im Rahmen der Aufräumarbeiten nach der Nuklearkatastrophe von Fukushima musste der Verbleib der Überreste der geschmolzenen Reaktorkerne in den Reaktorgebäuden geklärt werden, die Reaktorgebäude können jedoch wegen der extremen Strahlung nicht betreten werden. Im Rahmen einer Simulation wurde im Jahre 2012 die Machbarkeit der Abbildung des Reaktorkerns gezeigt.
Im Jahre 2015 wurden zwei jeweils 7 × 7 m große Driftkammer-Detektoren im Reaktor 1 installiert.
Drei Monate nach der Installation der Anlage wurden die ersten Bilder veröffentlicht, worauf zu sehen ist, dass sich der Kernbrennstoff nicht mehr innerhalb des Reaktordruckbehälters befindet.

### Cheops-Pyramide
2017 fanden Forscher mit Hilfe dieser Technologie einen bislang unbekannten Raum in der Cheops-Pyramide. Das von Wissenschaftlern aus den drei Ländern Ägypten, Frankreich und Japan dazu gegründete Projekt Scan Pyramids beschäftigt sich weiter mit dem entdeckten Raum, der eine Größe von rund 400 m³ umfasst. Hinzugezogen wurde inzwischen ein Entwickler von Minirobotern, die in Gänge von weniger als drei Zentimeter Durchmesser hineingesteuert werden können. 2023 wurde über dem ursprünglichen Eingang der Pyramide eine bis dahin unbekannte, mindestens 9 Meter lange und leere Kammer entdeckt.